# Tiverton Castle
Tiverton Castle är ett slott i Storbritannien.   Det ligger i grevskapet Devon och riksdelen England, i den södra delen av landet, 240 km väster om huvudstaden London. Tiverton Castle ligger 69 meter över havet.
Terrängen runt Tiverton Castle är huvudsakligen platt, men söderut är den kuperad. Tiverton Castle ligger nere i en dal. Runt Tiverton Castle är det ganska tätbefolkat, med 80 invånare per kvadratkilometer. Närmaste större samhälle är Tiverton, 0,50 km sydväst om Tiverton Castle. Trakten runt Tiverton Castle består i huvudsak av gräsmarker.